# Anás

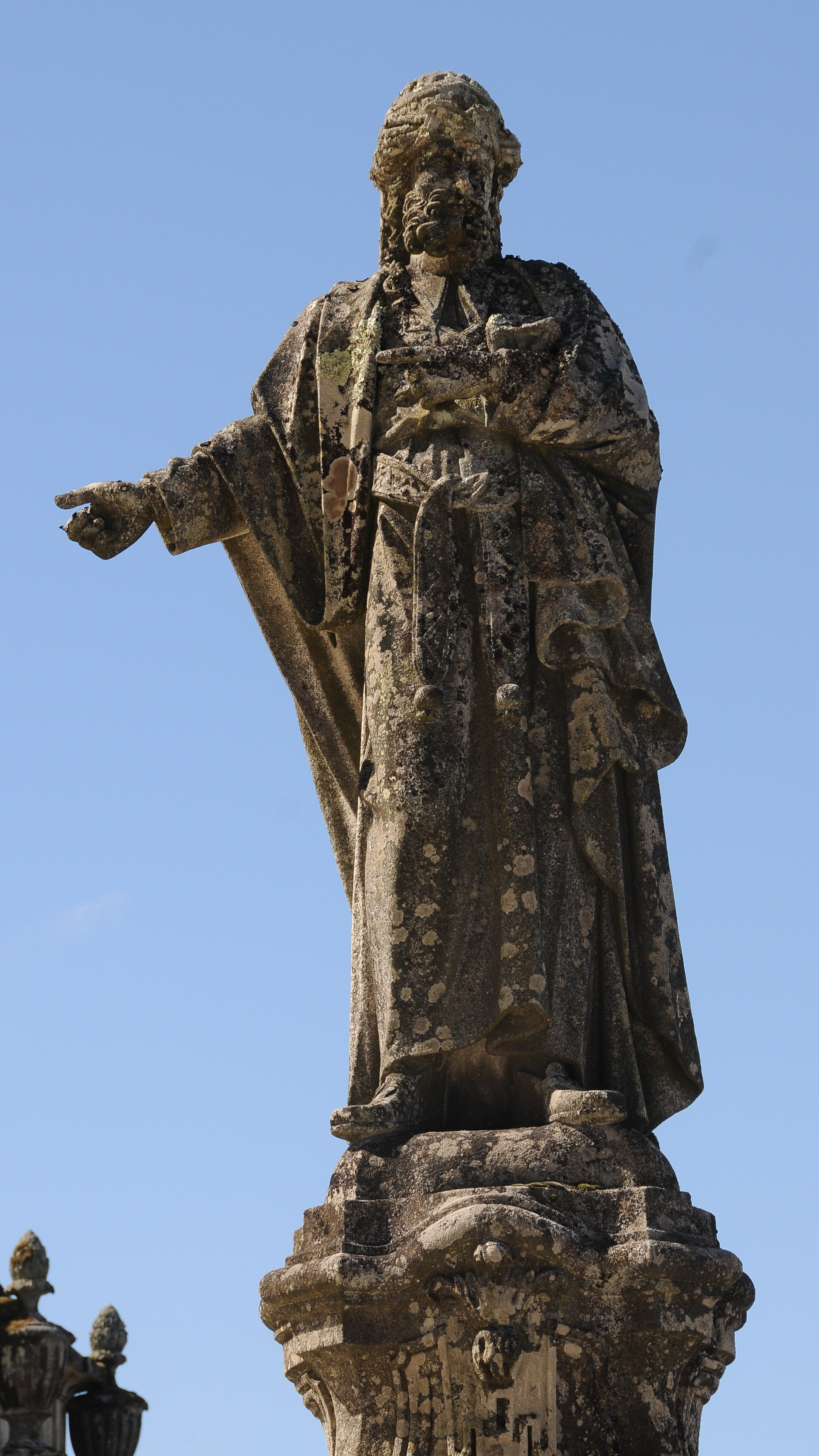
Estátua de Anás no Adro do Bom Jesus, Braga

Anás é um personagem do Novo Testamento da Bíblia, citado nos Evangelhos como o sogro de Caifás, o qual era o sumo sacerdote na época do julgamento de Jesus.
Segundo o texto bíblico, Anás teria sido sumo sacerdote em Jerusalém e tinha grande influência na época do ministério de seu genro. Seus cinco filhos também serviram como sumo-sacerdotes. Flávio Josefo assinala que nenhum outro sumo-sacerdote teve esta sorte (em parênteses, os anos de início e fim do pontificado):
- Anás ben Sete (6–15), Anás o pai, sogro de Caifás (João 18:13).
- Eleazar ben Anás (16–17)
- Josefo ben Caifás (18–36), que se casou com a filha de Anás.
- Jônatas ben Anás (36–37 e 44)
- Teófilo ben Anás (37–41)
- Matias ben Anás (43)
- Anás ben Anás (63), Anás o filho, mais jovem dos cinco irmãos.

É possível que seus dois primeiros filhos apareçam em Atos dos Apóstolos com nomes helenizado: «e Anás, o sumo sacerdote, e Caifás, João (Jônatas ben Anás?), Alexandre (Eleazar ben Anás?), e todos quantos eram da linhagem do sumo sacerdote.» (Atos 4:6)